# Leonel Schattmann
Carlos Leonel Schattmann (Viedma, Río Negro, 14 de mayo de 1987) es un jugador profesional de baloncesto argentino, que habitualmente se desempeña en la posición de escolta. Actualmente integra el plantel de San Martín de Corrientes, equipo de la Liga Nacional de Básquet de Argentina.

## Trayectoria
Formado en Atenas de Carmen de Patagones, terminó siendo reclutado por su homónimo cordobés en 2002. Hizo su debut en la LNB el 1 de junio de 2003, en un duelo de playoffs contra Obras Sanitarias. 
Con Atenas, durante su etapa juvenil, formó parte de planteles exitosos que conquistaron diversos títulos como la Liga Nacional de Básquet 2002-03, el Torneo Top 4 2003 y la Liga Sudamericana de Clubes 2004. El Fortitudo Bologna se interesó por él, pero al final el fichaje no se concretó. 
En 2007 jugó con Boca y al año siguiente estuvo en Olímpico. En la temporada 2009-10 dio un salto de calidad desde las filas de Unión de Sunchales. En esa oportunidad promedió 14.8 puntos y 2.1 asistencias por partido, lo que le valió ser reconocido como el Jugador de Mayor Progreso de la LNB. Posteriormente pasó por Obras Sanitarias, Quimsa y Lanús, ya más afianzado como jugador pero sin poder volver a alcanzar los números que había producido en Unión. 
En 2013 arregló contrato con Gimnasia Indalo. En su primera temporada promedió 14.1 puntos por partido, lo que lo destacó como uno de los goleadores del equipo. Le siguieron tres temporadas más en el club patagónico, siendo una de sus cartas ofensivas.
Regresó a Santiago del Estero en julio de 2017 pero esta vez para jugar con Quimsa. Estuvo dos temporadas con ese club, siendo partícipe de la conquista del Torneo Súper 20 2018. 
Schattmann migró a Brasil en 2019, convocado por el Franca del NBB. No llegó a completar la temporada, debido a que en marzo de 2020 se desató la pandemia de COVID-19 y el escolta se vio obligado a regresar a su país. Previo a ello había ganado el Campeonato Paulista de Básquet Masculino y la Copa Super 8.
Inició su segundo ciclo con Boca en agosto de 2020. Se coronó campeón de Liga Nacional de Básquet 2023-24 luego de 21 años de su primer campeonato con Atenas, igualando el récord de Diego Osella como los más longevos en cuanto a la distancia entre el primer y el último título.
En septiembre de 2024, apenas dos meses después de haber conseguido el éxito con Boca, dejó el club para unirse a Obras Basket.
En julio de 2025 fue fichado por San Martín de Corrientes.

### Clubes
Actualizado al 19 de julio de 2025

| Club                     | País      | Año           |
| ------------------------ | --------- | ------------- |
| Atenas                   | Argentina | 2002 - 2007   |
| Boca Juniors             | Argentina | 2007 - 2008   |
| Olímpico                 | Argentina | 2008 - 2009   |
| Unión de Sunchales       | Argentina | 2009 - 2010   |
| Obras Basket             | Argentina | 2010 - 2011   |
| Quimsa                   | Argentina | 2011 - 2012   |
| Lanús                    | Argentina | 2012 - 2013   |
| Gimnasia Indalo          | Argentina | 2013 - 2017   |
| Quimsa                   | Argentina | 2017 - 2019   |
| Franca                   | Brasil    | 2019-2020     |
| Boca Juniors             | Argentina | 2020-2024     |
| Obras Basket             | Argentina | 2024-2025     |
| San Martín de Corrientes | Argentina | 2025-presente |

## Selección nacional
Integró los equipos juveniles, llegando a participar del Campeonato Mundial de Baloncesto Sub-21 Masculino de 2005 organizado en la Argentina. 
Schattmann formó parte del seleccionado denominado Argentina Proyección 2014-2018, creado para darle rodaje internacional a los jugadores que debían ser los sucesores de la Generación Dorada. Con ese equipo disputó una serie de partidos amistosos en China y Australia.
Disputó dos ediciones del Campeonato Sudamericano de Baloncesto: la de 2006 -donde los argentinos fueron subcampeones- y la de 2016 -donde finalizaron en la cuarta posición-. 
En 2020 regresó al combinado nacional, siendo además designado como capitán del equipo.

## Palmarés

### Campeonatos
- Actualizado al 19 de julio de 2025.

| Título                                   | Club            | País      | Año         |
| ---------------------------------------- | --------------- | --------- | ----------- |
| Liga Nacional de Básquet                 | Atenas          | Argentina | 2002-03     |
| Torneo Top 4                             | Atenas          | Argentina | 2003        |
| Liga Sudamericana de Clubes              | Atenas          | Argentina | 2004        |
| Campeón Torneo Interligas                | Obras Basket    | Argentina | 2011        |
| Torneo Super 4                           | Gimnasia Indalo | Argentina | 2015-16     |
| Torneo Súper 20                          | Quimsa          | Argentina | 2018        |
| Campeonato Paulista de Básquet Masculino | Franca          | Brasil    | 2019        |
| Copa Super 2019-20                       | Franca          | Brasil    | 2019 - 2020 |
| Liga Nacional de Básquet                 | Boca Juniors    | Argentina | 2023-24     |

### Individuales
- Actualizado hasta el 19 de julio de 2024.

| Título                              | Club               | País      | Año         |
| ----------------------------------- | ------------------ | --------- | ----------- |
| Juego de las Estrellas de la LNB    | Atenas             | Argentina | 2007        |
| Jugador de Mayor Progreso de la LNB | Unión de Sunchales | Argentina | LNB 2009-10 |
| Mejor Jugador Nacional de la LNB    | Boca Juniors       | Argentina | LNB 2022-23 |